# Carex archeri
Espèce
Classification phylogénétique
Carex archeri est une espèce de plantes du genre Carex et de la famille des Cyperaceae.